# Cristoforo Colombo (incrociatore 1892)
Il Cristoforo Colombo è stato un incrociatore a barbetta della Regia Marina in servizio tra il 1894 e il 1907.

## Storia
Con la prevista radiazione nel 1891 dell'incrociatore a propulsione mista Cristoforo Colombo, i vertici della Regia Marina decisero di riutilizzarne l'apparato motore, ancora in buono stato, e l'armamento, installandoli su una nuova unità similare che fu ordinata anch'essa presso l'Arsenale di Venezia. L'unità fu impostata il 1 settembre 1890, varata il 24 settembre 1892, completata il 16 ottobre 1894 entrando in servizio effettivo in quello stesso anno.

## Descrizione tecnica
Progettata dall'ingegnere Benedetto Brin la RN Cristoforo Colombo era una incrociatore con scafo in acciaio, che dislocava 2.757 tonnellate a pieno carico, era lungo 76,4 m, largo 11,30 m, e con un pescaggio di 6,3 m a pieno carico. L'apparato propulsivo si basava su una motrice alternativa Penn di Londra e 6 caldaie che erogavano una potenza massima di 3.782 ihp. La dotazione di carbone era pari a 445 tonnellate. La velocità massima raggiungibile era pari a 13 nodi.  L'armamento si basava su 8 cannoni  da 120 mm, e 2 cannoni da sbarco da 75 mm.

## Impiego operativo
Questa unità navale venne realizzata per svolgere servizi coloniali e di rappresentanza in acque d'oltremare. Negli anni 1894-1896 il Cristoforo Colombo, riallestito per l’occasione presso l'arsenale di Venezia, effettuo la circumnavigazione del globo, recando a bordo S. A. R. il principe tenente di vascello Luigi Amedeo di Savoia-Aosta. Prestò poi prevalentemente servizio in Mar Rosso ed in acque tropicali e l'armamento venne poi sostituito con l'installazione di 6 cannoni da 152 mm. Declassata a nave sussidiaria di 2ª classe, passò in disponibilità nel luglio 1904. Disarmata nel 1906, fu radiata il 10 marzo 1907 ed avviato subito alla demolizione.

### Fonti
1. 1 2 3 4 5 6 7  Gardiner 1879, p. 346.
2. 1 2 3 4 5  Congedati Vespucci.
3. ↑  Tenderini, Shandrick 2006, p. 33.